# 금마면 (홍성군)
금마면(金馬面)은 대한민국 충청남도 홍성군에 딸린 면 중의 하나이다.

## 개요
금마면은 홍성군의 동북쪽에 위치하여 1914년 조선시대 송지곡면과 원평면을 금마면으로 개칭하여 13개 법정리와 26개 행정리로 1,740가구 5,275명이 생활하고 있다. 국도 제21호선과 장항선이 통과하는 홍성의 관문으로 교통이 편리한 요충지로 많은 기업체가 위치하여 발전의 잠재력이 큰 지역이다. 서쪽은 삽교천과 넓은 평야지대를 이루어 질좋은 쌀을 생산하며 시원하고 맑은 공기와 푸른 산야를 가지고 있다.

## 법정리
- 가산리
- 덕정리
- 봉서리
- 부평리
- 송강리
- 송암리
- 신곡리
- 용흥리
- 월암리
- 인산리
- 장성리
- 죽림리
- 화양리